# Ministère des Finances et de l'Économie (Serbie)
Pour les articles homonymes, voir Ministère des Finances et de l'Économie, Ministère des Finances et Ministère de l'Économie.
Le ministère des Finances et de l’Économie (en serbe cyrillique : Министарство финансија и привреде ; en serbe latin : Ministarstvo finansija i privrede) est le département ministériel du gouvernement serbe chargé de la politique financière et économique et de la Serbie.
Les deux fonctions, financières et économiques, relèvent parfois de deux ministères séparés ; de même, d'autres fonctions ont été rattachées au ministère de l'Économie, comme le « développement régional », qui relève actuellement d'un ministère dédié.

## Organisation
Le ministère s'organise autour de plusieurs sections ou départements, parmi lesquels on peut citer :
- le Département des analyses et des prospectives macroéconomiques et fiscales ;
- le Département du budget ;
- le Département du système fiscal ;
- le Département du système et de la politique douaniers ;
- le Département du système financier ;
- le Département du contrôle interne et l'audit interne ;
- le Département de la caisse nationale pour la gestion des fonds de l'UE ;
- le Département des passassions de marché et du financement des programmes de l'UE ;
- le Département des affaires immobilières et juridiques ;
- le Département de la coopération internationale ;
- le Département de l'économie et de la privatisation ;
- le Département des entreprises publiques ;
- le Département des infrastructures de qualité ;
- le Département de l'entrepreneuriat et de la compétitivité ;
- le Département de l'administration et de la supervision des registres du commerce ;
- le Département du tourisme ;
- le Département de l'inspection du tourisme.

Plusieurs administrations sont regroupées au sein du ministère :
- l'Administration fiscale ;
- l'Administration de la dette publique ;
- le Trésor public ;
- l'Administration des douanes ;
- la Direction de la prévention du blanchiment de capitaux ;
- la Direction des zones franches ;
- l'Administration des tabacs ;
- la Direction des mesures et des métaux précieux.

## Ministres

### Ministres des Finances
| Ministre                                 | Photo | Parti                                   | Début de mandat  | Fin de mandat    |
| ---------------------------------------- | ----- | --------------------------------------- | ---------------- | ---------------- |
| Jovan Zebić                              |       | Parti socialiste de Serbie (SPS)        | 11 février 1991  | 10 février 1993  |
| Slavoljub Stanić                         |       | Parti socialiste de Serbie (SPS)        | 10 février 1993  | 18 mars 1994     |
| Dušan Vlatković                          |       | Parti socialiste de Serbie (SPS)        | 18 mars 1994     | 10 juillet 1997  |
| Borislav Milačić                         |       | Parti socialiste de Serbie (SPS)        | 10 juillet 1997  | 24 octobre 2000  |
| Borislav Milačić (coministre)            |       | Parti socialiste de Serbie (SPS)        |                  |                  |
| Ljubiša Jovanović (coministre)           |       | Opposition démocratique de Serbie (DOS) |                  |                  |
| + Bojan Dimitrijević (coministre)        |       | Mouvement serbe du renouveau (SPO)      | 24 octobre 2000  | 25 janvier 2001  |
| Božidar Đelić                            |       | Parti démocratique (DS)                 | 25 janvier 2001  | 3 mars 2004      |
| Mlađan Dinkić                            |       | G17 Plus                                | 3 mars 2004      | 9 novembre 2006  |
| Vesna Arsić (intérim)                    |       | G17 Plus                                | 9 novembre 2006  | 14 novembre 2006 |
| Milan Parivodić (intérim)                |       | Parti démocratique de Serbie (DSS)      | 14 novembre 2006 | 15 mai 2007      |
| Mirko Cvetković                          |       | Sans étiquette                          | 15 mai 2007      | 7 juillet 2008   |
| Diana Dragutinović                       |       | Parti démocratique (DS)                 | 7 juillet 2008   | 14 mars 2011     |
| Mirko Cvetković                          |       | Sans étiquette                          | 14 mars 2011     | 27 juillet 2012  |
| Mlađan Dinkić (+ Ministre de l'Économie) |       | G17 Plus                                | 27 juillet 2012  | 2 septembre 2013 |
| Lazar Krstić                             |       | Sans étiquette                          | 2 septembre 2013 | 15 juillet 2014  |
| Dušan Vujović                            |       | Sans étiquette                          | 15 juillet 2014  | 16 mai 2018      |
| Ana Brnabić (intérim)                    |       | Sans étiquette                          | 16 mai 2018      | 29 mai 2018      |
| Siniša Mali                              |       | Parti progressiste serbe (SNS)          | 29 mai 2018      | En fonction      |

### Ministres de l'Économie et/ou du Développement régional
| Ministre                                | Photo | Parti                              | Début de mandat  | Fin de mandat    |
| --------------------------------------- | ----- | ---------------------------------- | ---------------- | ---------------- |
| Dragan Maršićanin                       |       | Parti démocratique de Serbie (DSS) | 3 mars 2004      | 10 mai 2004      |
| Zora Simović (intérim)                  |       | Parti démocratique de Serbie (DSS) | 10 mai 2004      | 19 octobre 2004  |
| Predrag Bubalo                          |       | Parti démocratique de Serbie (DSS) | 19 octobre 2004  | 15 mai 2007      |
| Mlađan Dinkić                           |       | G17 Plus                           | 15 mai 2007      | 21 février 2011  |
| Jasna Matić (intérim)                   |       | G17 Plus                           | 21 février 2011  | 14 mars 2011     |
| Nebojša Ćirić                           |       | G17 Plus                           | 14 mars 2011     | 27 juillet 2012  |
| Mlađan Dinkić (+ Ministre des Finances) |       | G17 Plus                           | 27 juillet 2012  | 29 août 2013     |
| Siniša Radulović                        |       | Indépendant                        | 2 septembre 2013 | 25 janvier 2014  |
| Igor Mirović (intérim)                  |       | Parti progressiste serbe           | 25 janvier 2014  | 27 avril 2014    |
| Dušan Vujović                           |       | Indépendant                        | 27 avril 2014    | 3 septembre 2014 |
| Željko Sertić                           |       | Indépendant                        | 3 septembre 2014 | 11 août 2016     |
| Goran Knežević                          |       | Parti progressiste serbe (SNS)     | 11 août 2016     | 28 octobre 2020  |
| Anđelka Atanasković                     |       | Parti progressiste serbe (SNS)     | 28 octobre 2020  | 26 octobre 2022  |
| Rade Basta                              |       | Serbie unie (JS)                   | 26 octobre 2022  | en cours         |

## Site officiel
- (sr + en) Site officiel